# NGC 1816
NGC 1816 (również ESO 85-SC37) – gromada otwarta, znajdująca się w gwiazdozbiorze Złotej Ryby. Należy do Wielkiego Obłoku Magellana i stanowi część NGC 1820. Odkrył ją John Herschel 2 stycznia 1837 roku.